# Cyrtosia occidentalis
Cyrtosia occidentalis är en tvåvingeart som beskrevs av Camillo Rondani 1863. Cyrtosia occidentalis ingår i släktet Cyrtosia och familjen svävflugor. Inga underarter finns listade i Catalogue of Life.